# From Sarah with Love
"From Sarah with Love" (Từ Sarah với tình yêu) là một bài hát của ca sĩ-nhạc sĩ người Đức Sarah Connor từ album đầu tiên của cô ấy: Green Eyed Soul (2001). ca khúc được viết bởi Rob Tyger, Kay Denar và Connor và sản xuất bởi Denar và Tyger, nó đã được phát hành như đĩa đơn (single) thứ ba của album vào ngày 5 Tháng 11 năm 2001 ở Trung Âu.
Đĩa đơn đạt vị trí số một ở Đức và Thụy Sĩ, trở thành single thành công nhất của Connor phát hành cho đến nay. "From Sarah with Love" đã được đề cử cho giải Đĩa đơn Hay nhất Quốc gia (Đức) - Rock / Pop tại giải ECHO năm 2002 (giải thưởng của Hiệp hội Ghi âm Đức) và nhận được một chứng nhận vàng của Liên đoàn Công nghiệp ghi âm quốc tế.

## Danh sách ca khúc và định dạng
European CD single
1. "From Sarah with Love" (Radio Version) – 4:12
2. "From Sarah with Love" (Kayrob Dance Mix) – 4:02

European CD maxi single
1. "From Sarah with Love" (Radio Version) – 4:12
2. "From Sarah with Love" (Kayrob Dance Mix) – 4:02
3. "Man of My Dreams" – 3:11

## Xếp hạng và chứng nhận
| Bảng xếp hạng (2001/2002)        | Vị trí cao nhất |
| -------------------------------- | --------------- |
| Austrian Singles Chart           | 2               |
| Belgian Singles Chart (Flanders) | 6               |
| Belgian Singles Chart (Wallonia) | 6               |
| Dutch Top 40                     | 6               |
| European Hot 100 Singles         | 5               |
| Finnish Singles Chart            | 3               |
| German Singles Chart             | 1               |
| Hungary (Rádiós Top 40)          | 3               |
| Norwegian Singles Chart          | 14              |
| Romanian Top 100                 | 2               |
| Swedish Singles Chart            | 38              |
| Swiss Singles Chart              | 1               |

| (2000–2009)          | Vị trí |
| -------------------- | ------ |
| German Singles Chart | 74     |

| Quốc gia    | Chứng nhận sức bán (sales thresholds) |
| ----------- | ------------------------------------- |
| Austria     | Vàng                                  |
| Belgium     | Vàng                                  |
| Germany     | 3× Vàng                               |
| Switzerland | Bạch kim                              |

## Nội dung
Bài hát nói lên sự nhận thức tình yêu thương muộn màng của một cô gái (hay chàng trai), khi đã để lỡ qua cơ hội và từ chối khi người ấy tỏ tình với mình. Và bây giờ trong lúc xa cách, nàng viết cho chàng mỗi ngày một lá thư.
Trong tiếng Anh, khi viết thư, người ta thường viết: "From..." ở cuối thư, để ký tên.
Trích đoạn lời bài hát:
| For so many years we were friends And yes I always knew what we could do But so many tears in the rain fell The night you said the love had come to you I thought you were not my kind I thought that I could never feel for you The passion of love you were feeling And so you left for someone new And now that you're far and away I'm sending a letter today ..... But today, but today From Sarah with love She took your picture to the stars above And they told her it is true She could dare to fall in love with you So don't make her blue when she writes to you From Sarah with love So don't make me blue when I write to you From Sarah with love | Mình quen nhau nhiều năm rồi, anh nhỉ Và em luôn biết những gì chúng ta có thể vươn tới Nhưng nước mắt đã rơi trong một đêm mưa Khi anh nói với em rằng tình đã đến Em vẫn nghĩ anh không phải là mẫu người thích hợp với em Em vẫn nghĩ là em chưa bao giờ yêu anh như thế Như niềm đam mê anh đã gửi nơi em Và rồi anh đã rời xa tìm một hạnh phúc mới Và rồi tình đã xưa và anh đã xa Hôm nay, em viết gửi anh một lá thư... ..... Nhưng hôm nay, nhưng đến hôm nay... Từ Sarah với tình yêu chân thành Nàng đã mang hình ảnh anh tới hỏi những vì sao Và họ đã nói với nàng rằng đúng là như thế Rằng nàng có thể tin tưởng mà yêu anh Vậy đừng để nàng buồn khi nàng viết cho anh Từ Sarah với tình yêu chân thành Vậy đừng để em buồn khi em viết cho anh Từ Sarah với tình yêu chân thành... (ký tên) |

## Thông tin khác
Rất nhiều ca sĩ đã hát lại ca khúc này.
Tại Việt Nam, Đan Trường đã hát lời Việt của bài hát này "Anh Vẫn Yêu Em", với lời Việt của Nguyễn Ngọc Thiện. Mỹ Tâm với "Trái tim em còn yêu", lời Việt của Lê Quang.